# Santiago Aguilar (militar)
Santiago Aguilar fue un militar mexicano que participó como Zapatista durante la Revolución mexicana. Nació en Huehuetlán El Chico, Puebla. Se incorporó a las fuerzas maderistas comandadas por Eufemio Zapata a finales de abril de 1911. Participó en el ataque o Batalla de Cuautla, el 20 de noviembre de 1911, obteniendo el grado de Coronel. Al romper Emiliano Zapata con el gobierno de Francisco I. Madero acompañó al Jefe suriano en sus luchas por el Estado de Puebla. Fue uno de los firmantes del Plan de Ayala, proclamado el 28 de noviembre de 1911. Durante la campaña contra Victoriano Huerta fue ascendido a General y enviado al Estado de Guerrero, donde participó en las tomas de Chilpancingo y de Chilapa en 1914. Finalmente murió al igual que su hermano Rebocato Aguilar en combate en el año de 1914. 